# Benedicta Riepp
Benedicta Riepp OSB (* 28. Juni 1825 in Waal; † 15. März 1862 in St. Joseph, Minnesota) war eine Eichstätter Nonne des Ordens des Heiligen Benedikt. Sie war die erste Priorin der Benediktinerinnen in der Neuen Welt.

## Leben
Als Sybilla Riepp geboren, trat sie am 7. Juli 1844 als Novizin in die Benediktinerinnenabtei St. Walburg in Eichstätt ein und nahm den Ordensnamen Benedicta an. Ihre Profess legte sie am 9. Juli 1846 ab.
Im Jahr 1852 wanderte Benedicta Riepp zusammen mit zwei Mitschwestern in die deutsche Kolonie St. Marys in Pennsylvania aus. Unter entbehrungsreichen Verhältnissen errichteten die Schwestern eine Schule für deutsche Einwandererkinder. 1856 gründete sie ein Kloster in Erie, im Jahr darauf eines in St. Cloud in Minnesota.
Unterstützungsgelder des bayerischen Ludwig-Missionsvereines wurden von Pater Bonifaz Wimmer, späterer Erzabt und Präsident der Amerikanisch-Cassinensischen-Benediktinerkongregation, für andere, „vordringlichere“ Projekte verwendet. Aus Sorge um das Wohl der ihr anvertrauten Schwestern kam es deshalb zum Bruch zwischen Mutter Benedicta und Pater Wimmer. So setzte sie sich für Selbständigkeit der amerikanischen Benediktinerinnen ein. Im Jahre 1859 entschied Papst Pius IX., dass künftig „den zuständigen Bischöfen […] das Recht zugestanden [wird]“, den weiblichen Angehörigen des Ordens die einfachen Gelübde zu genehmigen.
Mutter Benedicta Riepp starb 1862 an Lungentuberkulose. Aus ihrem Werk sind bis heute über 40 Klöster hervorgegangen.